# Avogadrova konstanta
Avogadrova konstanta vyjadřuje počet částic v jednotkovém látkovém množství (v 1 molu). Je pojmenována po italském fyzikovi Avogadrovi, její hodnotu však poprvé zjistil Johann Josef Loschmidt roku 1865.
Fyzikální jednotkou Avogadrovy konstanty v soustavě SI je mol−1, její číselná hodnota se nazývá Avogadrovo číslo.

## Definice, značení, hodnota
Avogadrova konstanta se značí NA (případně L) a v soustavě SI se udává v jednotkách mol−1.
Avogadrova konstanta byla původně definovaná jako počet atomů ve dvanácti gramech nuklidu uhlíku {\displaystyle {}_{{\phantom {1}}6}^{12}{\mbox{C}}}. Po redefinici SI je však od r. 2019 její hodnota pevně stanovená:
NA = 6,02214076×1023 mol−1 (přesně)
Tato hodnota byla zvolena tak, aby s přesností dostupnou v době redefinice odpovídala původní definici, nicméně hmotnost jednoho molu uhlíku {\displaystyle {}_{{\phantom {1}}6}^{12}{\mbox{C}}} již není 12 gramů zcela přesně, ale pouze téměř přesně, a je třeba ji určit měřením.

## Použití ve vědě
Chemické rovnice popisují reakci na úrovni jednotlivých atomů. Ve zkumavce ale pracujeme s gramy látky, což je nepředstavitelně velké množství atomů. Avogadrova konstanta nám je umožňuje vyčíslit. Například když zreaguje jeden mol sodíku (23 g) s jedním molem chlóru (35 g), vznikne jeden mol (58 g) kuchyňské soli. Podle Avogadrovy konstanty víme, že vzniklo cca 6×1023 molekul soli a navíc máme jistotu, že nám nezůstane žádný nezreagovaný zbytkový chlór či sodík.
Avogadrova konstanta je tedy převodním nástrojem mezi makroskopickým a mikroskopickým pozorováním přírody. Dále poskytuje nástroj pro vytváření vztahů mezi ostatními fyzikálními veličinami a konstantami. Například vztah mezi molární plynovou konstantou R a Boltzmannovou konstantou kB:
{\displaystyle R=k_{\rm {B}}N_{\rm {A}}=8{,}314\,462\,618\,153\,24\ {\rm {J\,mol^{-1}\,K^{-1}}}\,} (přesně).
Vztah mezi Faradayovou konstantou F a elementárním nábojem e je
{\displaystyle F=N_{\rm {A}}e=96\,485{,}332\,123\,310\,018\,4\ {\rm {C\,mol^{-1}}}\,} (přesně).
Avogadrova konstanta má těsný vztah k daltonu (Da), dříve nazývanému atomová hmotnostní jednotka u,
{\displaystyle 1\ {\rm {Da}}=1\ {\rm {u}}={\frac {M_{\rm {u}}}{N_{\rm {A}}}}=1{,}660\,539\,068\,92(52)\times 10^{-27}\ {\rm {kg}}}, 
kde Mu = 1,00000000105(31)×10−3 kg⋅mol−1 je molární hmotnostní konstanta, která po redefinici SI přestala být od r. 2019 pevnou konstantou (s přesnou hodnotou 10−3 kg⋅mol−1) a je závislá na experimentálním určení.